# Tabacaria (poema)

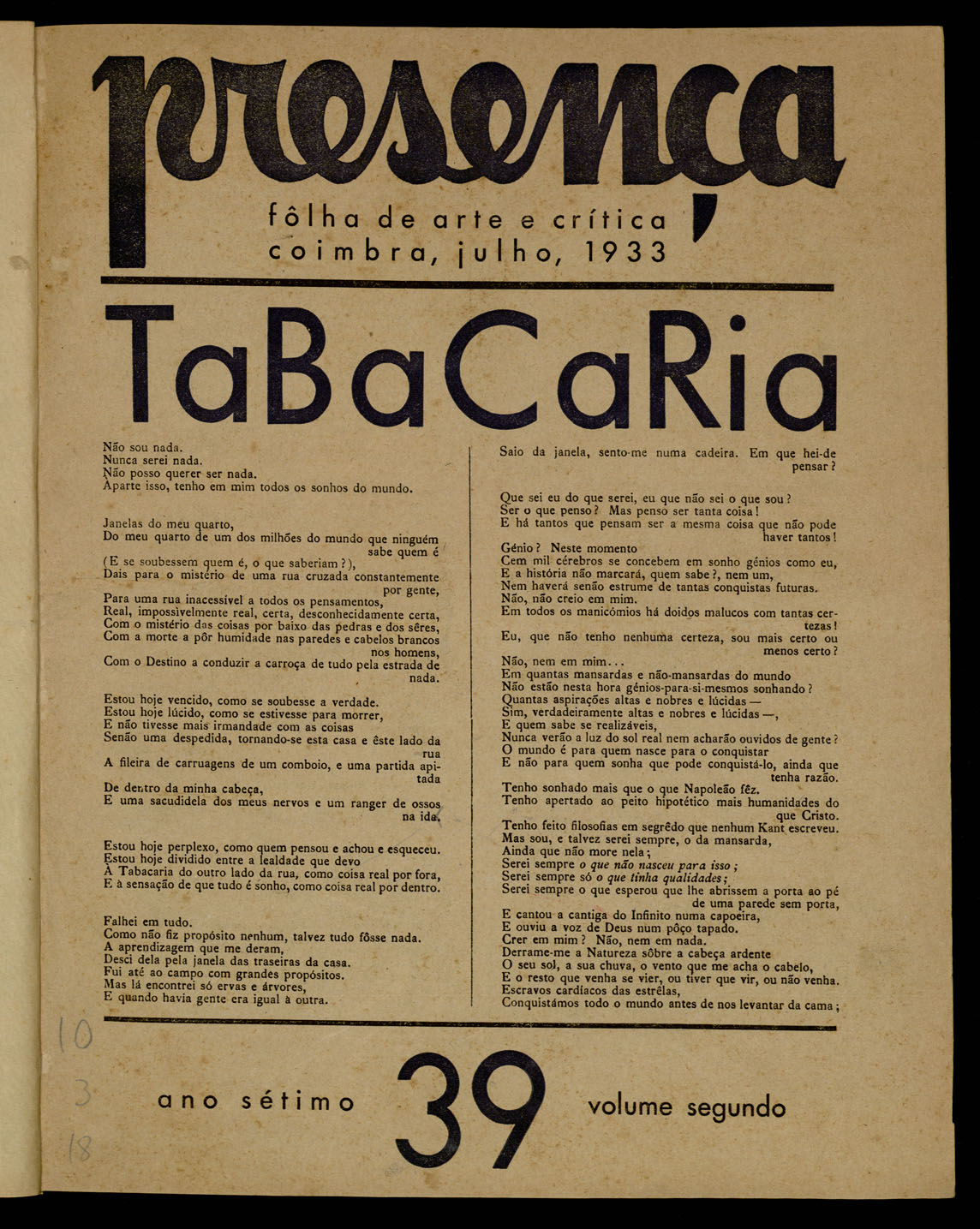
"Tabacaria", poema de Álvaro de Campos na revista Presença n.º 39, julho de 1933.

Tabacaria é um poema escrito em 15 de Janeiro de 1928 por Álvaro de Campos, heterônimo de Fernando Pessoa, publicado na Presença, em julho de 1933.
Este poema retrata uma sensação do infinito, cuja presença coloca o ser humano sensível a ideias tanto quanto aos factos. Por ser possível pensar, o ser humano pode deixar de se vincular ao presente imediato para se transportar a problemas de ordem existencial em outros níveis.
Este poema retrata esta característica humana, onde o poeta revela as condições eternas de ser gente - finito em certos aspectos de sua materialidade "como coisa real por fora" e infinito em sua essência "como coisa real por dentro" - uma obra monumental que atinge diretamente esta sensação da eternidade presente dentro de uma tarde em que ficamos "em casa sem camisa" - ou mesmo ouvimos "a voz de Deus num poço tapado".
O crítico italiano Antonio Tabucchi considera-o o poema mais importante do Século XX.
Desde 1996, a Casa Fernando Pessoa publica a revista semestral Tabacaria, em homenagem Fernando Pessoa.